# Tòa thị chính Wrocław

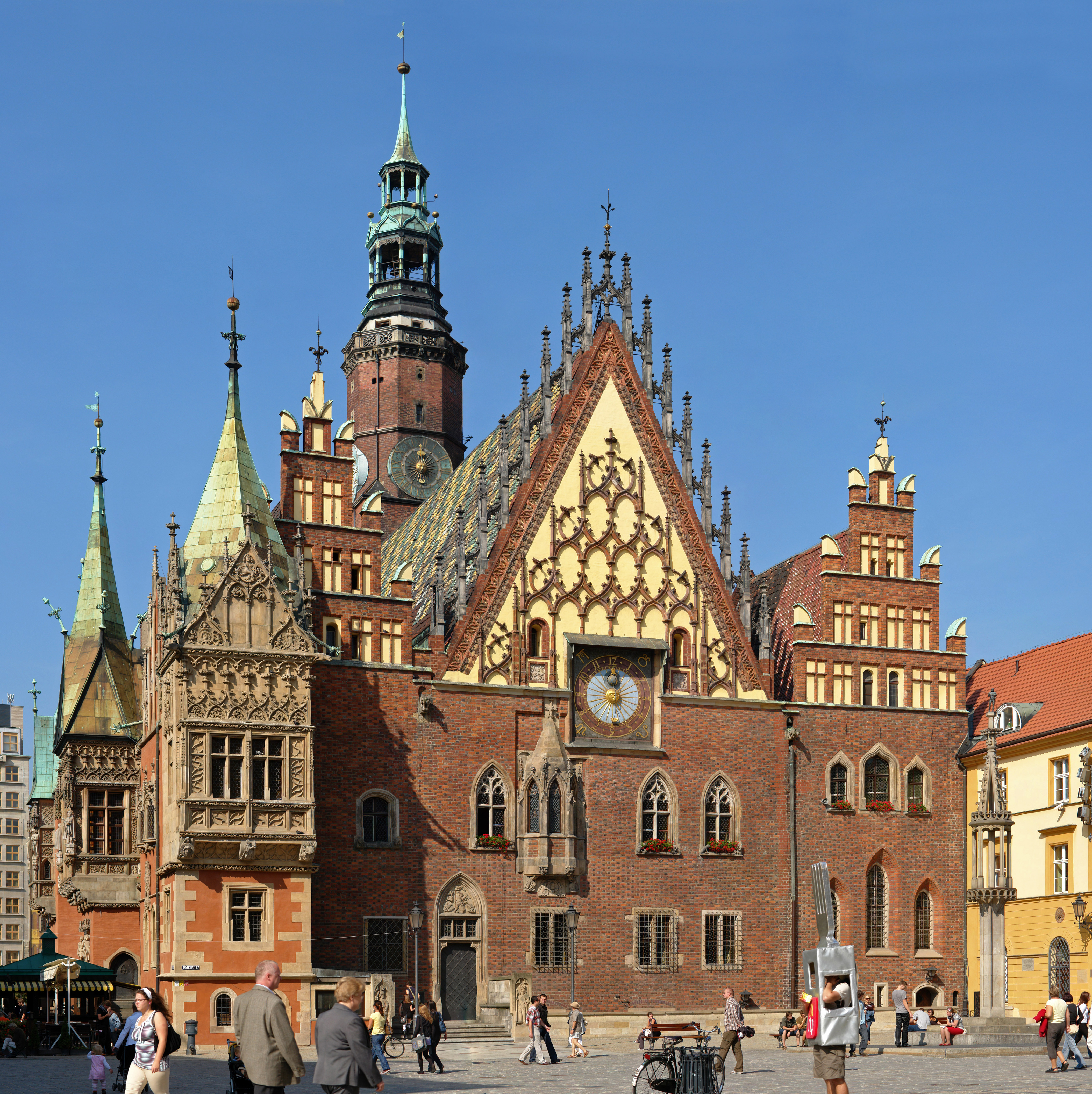
Tòa thị chính cũ, mặt phía đông

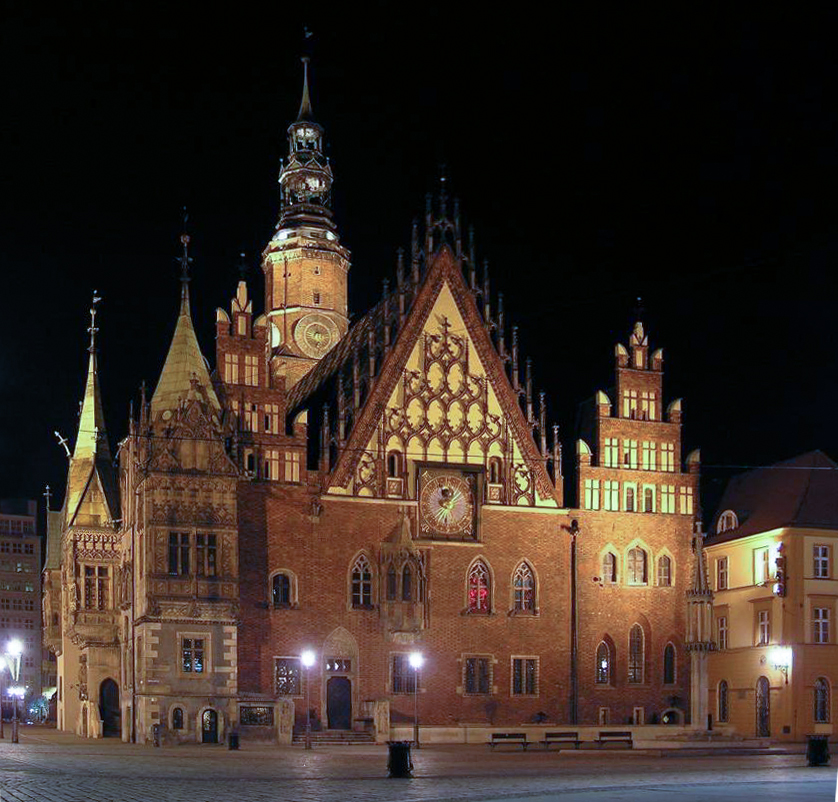
Tòa thị chính vào ban đêm

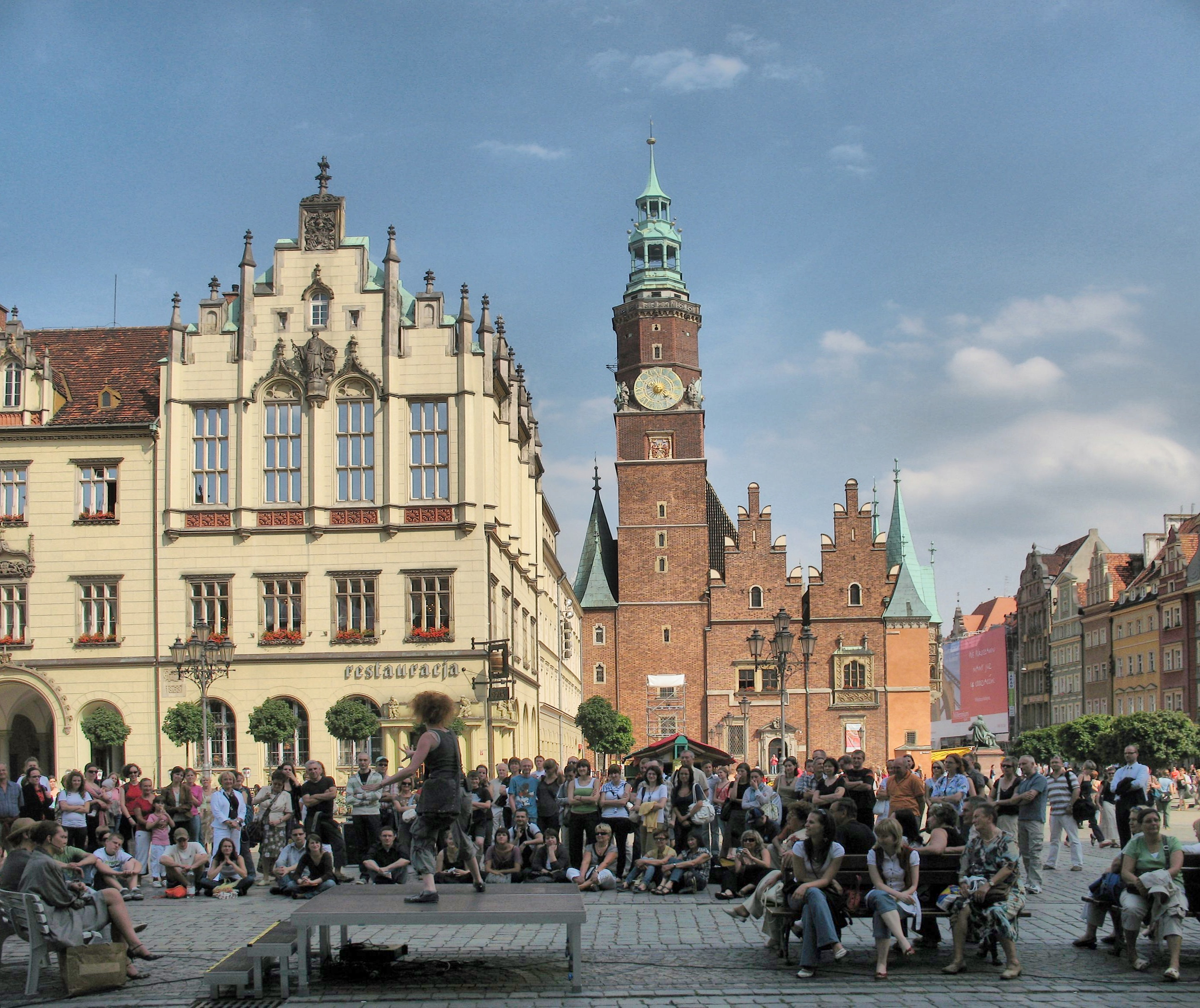
Tòa thị chính cũ, mặt phía tây. Tòa nhà sáng màu bên trái là Tòa thị chính mới được xây dựng vào năm 1860-1864

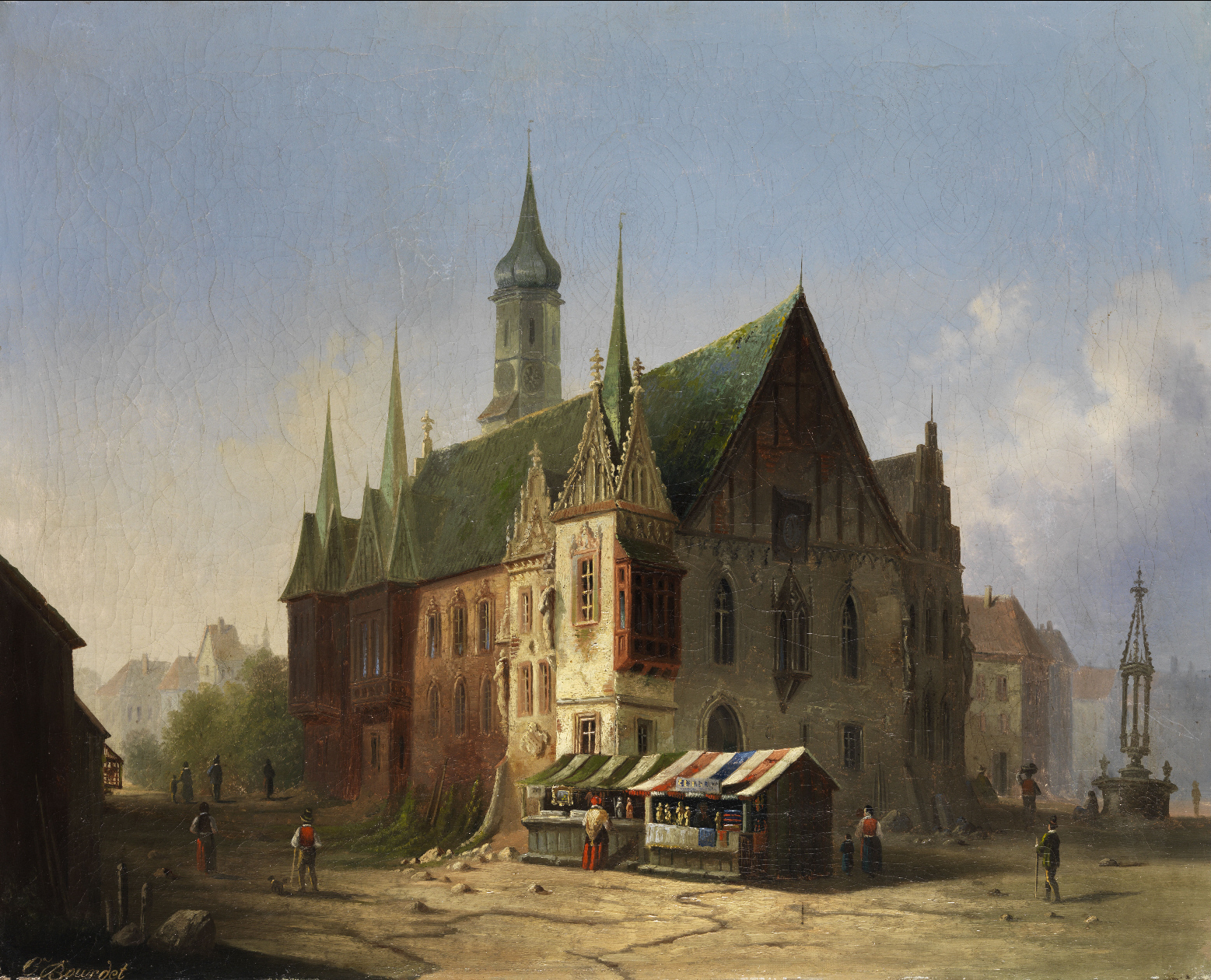
Tòa thị chính cũ năm 1800

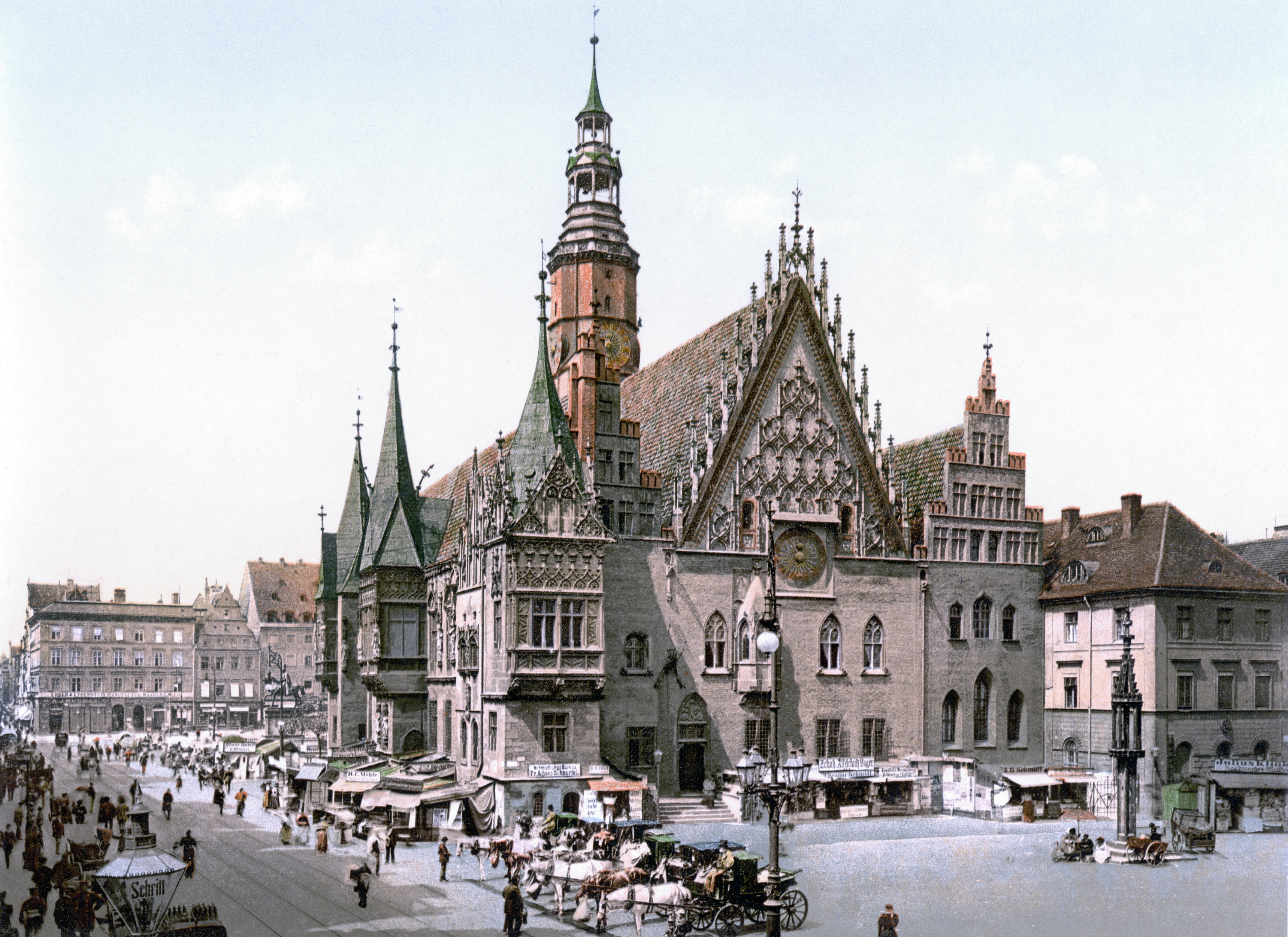
Tòa thị chính cũ năm 1900

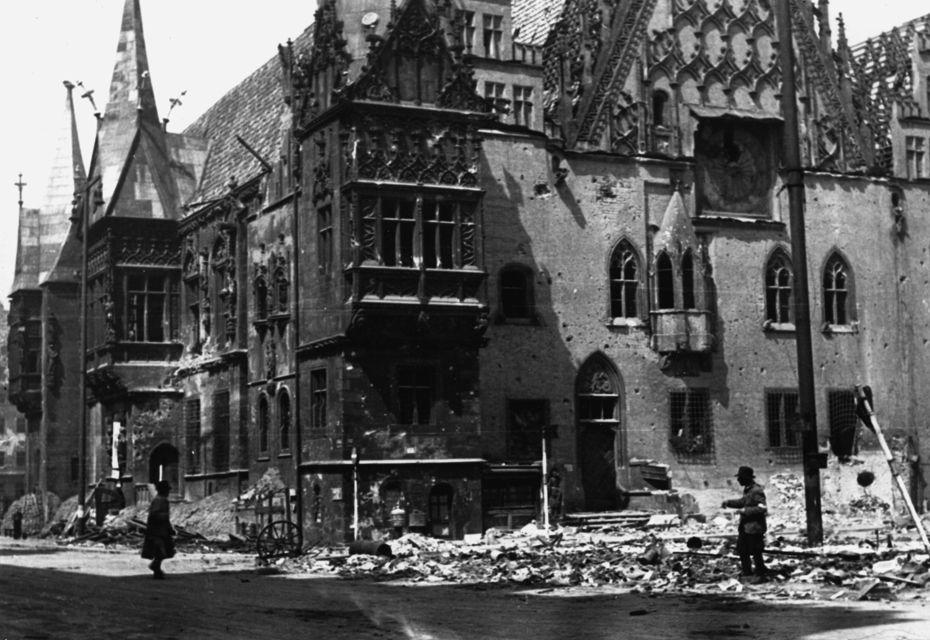
Tòa thị chính cũ năm 1945

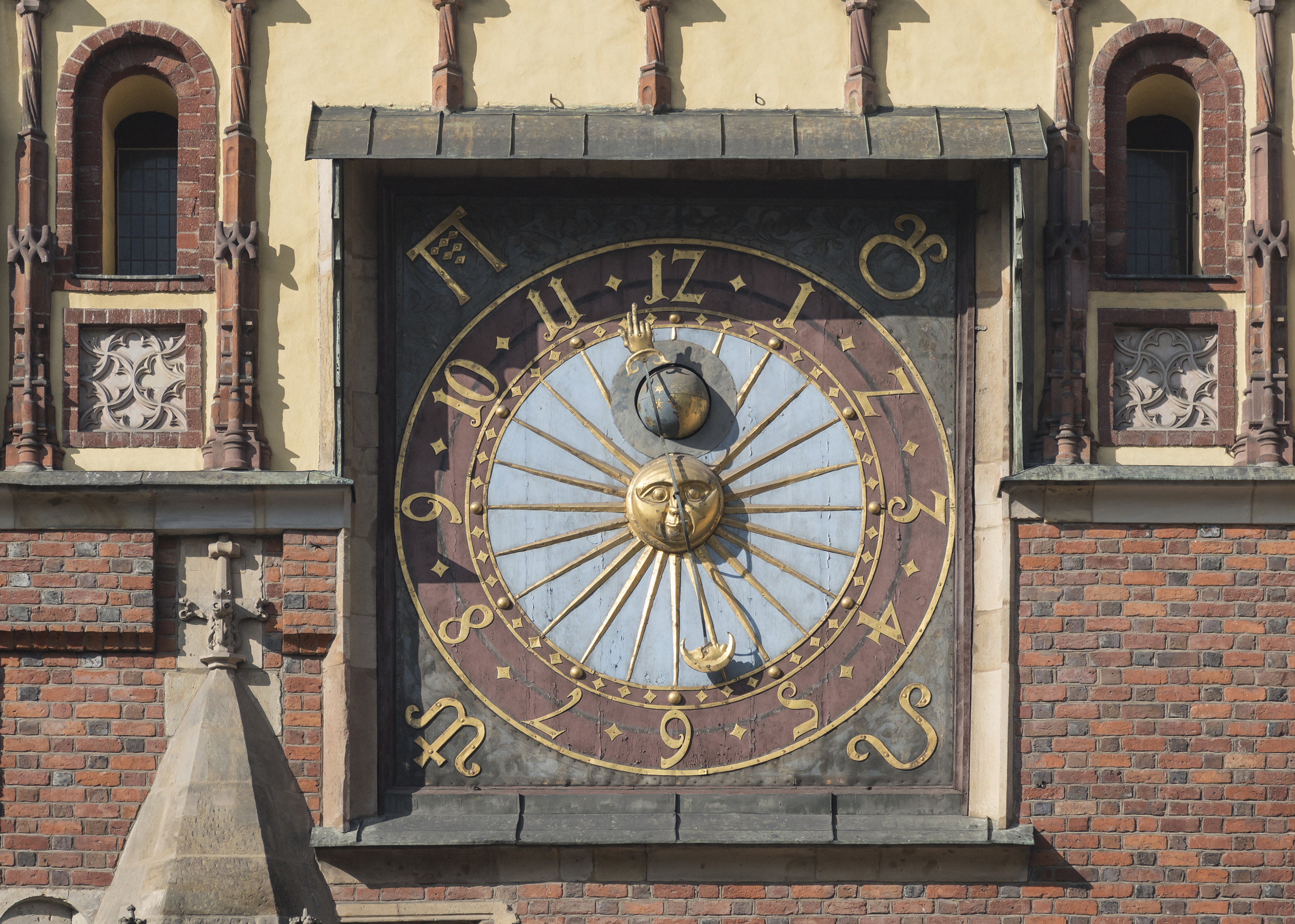
Đồng hồ ở mặt phía đông

Tòa thị chính cũ (tiếng Ba Lan: Stary Ratusz, tiếng Đức: Breslauer Rathaus) của Wrocław nằm ở trung tâm Quảng trường Chợ của thành phố (rynek). Tòa thị chính theo kiến trúc Gothic được xây dựng từ thế kỷ 13 là một trong những địa danh chính của thành phố.
Lịch sử lâu đời của Tòa thị chính cũ phản ánh những phát triển đã diễn ra trong thành phố kể từ lần xây dựng ban đầu. Tòa thị chính phục vụ cho các hoạt động chung của thành phố Wroclaw và được sử dụng cho các sự kiện văn hóa và dân sự như các buổi hòa nhạc được tổ chức tại Đại lễ đường. Ngoài ra, nó có một bảo tàng và một nhà hàng dưới tầng hầm.

## Lịch sử
Tòa thị chính được phát triển trong khoảng 250 năm, từ cuối thế kỷ 13 đến giữa thế kỷ 16. Cấu trúc và kế hoạch mặt sàn đã thay đổi trong giai đoạn mở rộng này để đáp ứng nhu cầu thay đổi của thành phố. Ngày chính xác của việc xây dựng ban đầu không được ghi chép lại. Tuy nhiên, giữa năm 1299 - 1301, cấu trúc một tầng với những căn hầm và một tòa tháp gọi là nhà thờ đã được xây dựng. Các phần lâu đời nhất của tòa nhà hiện tại, Hội trường Burghers và các tầng thấp hơn của tòa tháp, có thể đã có từ thời điểm này. Trong những ngày đầu, tòa nhà phục vụ mục đích thương mại hơn là các hoạt động hành chính dân sự.
Từ năm 1328 đến 1333, tòa nhà đã được xây thêm một tầng để mở phòng Hội đồng và văn phòng thành phố. Việc mở rộng tiếp tục trong thế kỷ 14 với việc bổ sung thêm các phòng, nổi bật nhất là phòng Tòa án. Tòa nhà trở thành một vị trí quan trọng với các chức năng thương mại và hành chính của thành phố.
Thế kỷ 15 và 16 là thời kỳ thịnh vượng của Wrocław, kéo theo sự phát triển nhanh chóng của tòa nhà trong thời kỳ đó. Trên đà phát triển, đặc biệt là từ năm 1470 đến 1510, dự án xây dựng được đẩy mạnh khi một số phòng được thêm vào. Hội trường của Burghers đã được xây thành vòm để có hình dạng hiện tại. Ngoài ra, người ta còn bổ sung Đại lễ đường, Kho bạc và Kho bạc nhỏ.
Những đổi mới hơn nữa trong thế kỷ 16 bao gồm việc bổ sung Huy hiệu của thành phố (1536) và xây dựng lại phần trên của tòa tháp (1558 - 59). Đây là giai đoạn cuối cùng của kế hoạch xây dựng chính. Đến năm 1560, các phần chính của Tòa thị chính Cũ ngày nay đã được thiết lập xong.
Sự phát triển nhanh chóng của thành phố đi kèm với việc Tòa thị chính phải đáp ứng nhiều chức năng hành chính hơn. Trong thế kỷ 17, việc phân bổ không gian trong tòa nhà đã được thay đổi để đảm bảo rằng tất cả các văn phòng của thị trấn có thể được đặt ở đó. Tầng trệt được phân bổ cho mục đích quân sự và những người dân thường chỉ có quyền ra vào tầng hầm, nơi phục vụ rượu.
Nửa sau của thế kỷ 17 là thời kỳ suy tàn của thành phố, và sự suy tàn này cũng được phản ánh qua Tòa thị chính Cũ. Có lẽ như một cách bù đắp, những nỗ lực đã được thực hiện để làm phong phú thêm các trang trí nội thất của hội trường. Năm 1741, Wrocław trở thành một phần của nước Phổ và sức mạnh của Thành phố bị giảm sút. Phần lớn Tòa thị chính được phân bổ để quản lý luật pháp.
Trong thế kỷ 19 có hai thay đổi lớn: Tòa án chuyển đến một tòa nhà riêng biệt, và Tòa thị chính trở thành địa điểm của hội đồng thành phố với các chức năng hỗ trợ. Ngoài ra còn có một dự án trùng tu lớn vì tòa nhà đã bị bỏ bê và bị phủ đầy dây leo. Tòa thị chính hiện còn có một số trang trí điêu khắc gô-tích từ thời kỳ này.
Trong những năm đầu của thế kỷ 20, công việc trùng tu tiếp tục với nhiều sửa chữa khác nhau, bao gồm việc bổ sung bức tượng Gấu Nhỏ vào năm 1902. Trong những năm 1930, vai trò chính thức của Tòa thị chính đã bị giảm và nó đã trở thành một bảo tàng.
Đến cuối Thế chiến II, Tòa thị chính bị hư hại nhẹ - một quả bom trên không rơi xuyên qua mái nhà (nhưng không nổ) và một số tác phẩm điêu khắc đã bị mất.
Công việc phục hồi bắt đầu vào những năm 1950 sau một thời gian nghiên cứu. Nỗ lực bảo tồn này tiếp tục trong suốt thế kỷ 20. Nó bao gồm tân trang đồng hồ ở mặt tiền phía đông.
Ngày nay, Tòa thị chính cũ mở cửa cho khách tham quan với tư cách là Bảo tàng Nghệ thuật Tư sản  và cũng là nơi tổ chức các triển lãm và sự kiện văn hóa tạm thời.

## Kiến trúc và phòng
Tòa thị chính cũ nằm ở một góc quảng trường Chợ. Nó được coi là một ví dụ điển hình của kiến trúc Gothic tư sản. Ban đầu, nó là một tòa nhà một tầng và được mở rộng qua nhiều năm. Kiến trúc tòa nhà như hiện tại có từ cuối thế kỷ 15 với lối trang hoàng trên mặt tiền phía đông và phía nam. Lối vào là từ phía tây dẫn vào Hội trường của Burghers.
Hội trường của Burghers có từ đầu thế kỷ 14, là nơi tổ chức các buổi họp mặt và nghi lễ cộng đồng. Sau đó, nó đã được sử dụng cho mục đích thương mại. Ngày nay, nơi này trưng bày một bản đồ của thành phố Wroclaw (một bản sao hiện đại của bản đồ thế kỷ 16).
Phòng tiếp theo là Hội trường của Aldermans, còn được gọi là Phòng Tòa án. Nó có từ năm 1299 và được sử dụng bởi các thành viên của thành phố. Nó có một bục đặc biệt cho bồi thẩm đoàn. Ngoài ra, Phòng Hội đồng có từ nửa đầu thế kỷ 14. Ở đây, các quyết định quan trọng của thành phố đã được đưa ra và bạn có thể tìm thấy một cổng thời Phục hưng từ năm 1528, có lẽ được vẽ bởi Andreas Walter. Cho đến năm 1945, căn phòng này được trang trí rất phong phú nhưng một số yếu tố, như tấm gỗ, đồ nội thất và tranh vẽ, đã bị mất. Các bức tranh treo tường và lò sưởi phong cách ba-rốc vẫn còn tồn tại.
Tiếp theo là Văn phòng Hội đồng, nơi thư ký hội đồng và người nhận thư đã từng làm việc. Đây là một văn phòng nổi tiếng của các thư ký và đó được coi là một nghề có địa vị cao. Về mặt kiến trúc, nó vẫn có cửa đệm từ năm 1429 và chân dung của các ủy viên hội đồng thị trấn nổi tiếng.
Tầng trên là Đại sảnh, có từ nửa sau của thế kỷ 15. Tại đây, các nghi lễ chính thức đã diễn ra.